# Urząd Itzehoe-Land
Urząd Itzehoe-Land (niem. Amt Itzehoe-Land) – urząd w Niemczech w kraju związkowym Szlezwik-Holsztyn, w powiecie Steinburg. Siedziba urzędu znajduje się w mieście Itzehoe.
W skład urzędu wchodzi 20 gmin:
1. Bekdorf
2. Bekmünde
3. Drage
4. Heiligenstedten
5. Heiligenstedtenerkamp
6. Hodorf
7. Hohenaspe
8. Huje
9. Kaaks
10. Kleve
11. Krummendiek
12. Lohbarbek
13. Mehlbek
14. Moorhusen
15. Oldendorf
16. Ottenbüttel
17. Peissen
18. Schlotfeld
19. Silzen
20. Winseldorf